# Населення Львова
Станом на 1 березня 2021 року населення Львова за інформацією Львівської міськради становило 718 391 особи. За чисельністю населення місто є сьомим в Україні та сорок восьмим у Європі.
|                         | 2013  |   | 2014  |
| ----------------------- | ----- | - | ----- |
| кількість народжених    | 7 867 | ▲ | 8 185 |
| кількість померлих      | 8 006 | ▲ | 8 397 |
| природний рух населення | - 139 | ▼ | - 212 |
| сальдо міграції         | - 550 | ▲ | + 931 |
| динаміка населення      | - 689 | ▲ | + 719 |

## Історія

### Зміни населення

#### Часи князівства і руської автономії (1256-1434)
Через розміщення Львова на важливому транс'європейському торговельному шляху його населення від часу заснування було багатонаціональним. У княжі часи більшість у Львові становили русини, але в місті виникли також національні квартали: німецький, вірменський, татарський, єврейський та караїмський. На початку XIV ст. Львів став найбільшим містом на території сучасної України і залишався таким до другої половини XVII ст., коли його випередив Київ.
Невдовзі після приєднання Львова до Польського королівства у 1349 році місто отримало Маґдебурзьке право (1356). Польська адміністрація міста хотіла перетворити Львів на католицький анклав на території Руського Королівства і усунути від самоврядування русинів. Центр міста було перенесено з теперішньої площі Старий Ринок на теперішню площу Ринок. Цю дільницю стали активно заселяти німецькі колоністи, що невдовзі вже становили більшість у місті. Самоврядування здійснювалося саме в Середмісті, тоді як на решту території Підзамча, де проживала переважна більшість міського населення (головно русини) самоврядування не розповсюджувалося. Підзамче перебувало в юрисдикції королівського старости, що представляв владу польського короля. Тут залишилося в силі звичаєве руське право.
На 1405 рік у Львові мешкало близько 10 тисяч осіб, з них у Середмісті — 4-5 тисяч. Населення Середмістя було в основному німецьким. Діловодство львівського маґістрату велося спочатку німецькою мовою, а 1450 року було переведено на латину. 

#### Часи Руського воєводства Речі Посполитої (1434-1772)
Після поразки руських князів і шляхти у війнах Свидригайла польська влада 1434 року ліквідувала автономію Руського Королівства і перетворила його у звичайне Руське воєводство. Руська галицька аристократія поступово окатоличувалася і полонізувалася. Також занепала Галицька православна митрополія. Натомість вірменська та єврейська громади міста змогли в XIV-XV ст. на підставі маґдебурзького права добитися автономного самоврядування, хоч і під загальним керівництвом львівського магістрату. 
Після захоплення турками Константинополя у 1453 році торговельний шлях через Львів став використовуватися ще активніше, через що місто швидко розбагатіло. Торгова монополія на цих ділянках належала італійцям з Ґенуї, їхніми компаньйонами були німецькі купці зі Львова. 
На початку XVI ст. внаслідок посилення Польщі відбувалася полонізація німецького населення у містах, зокрема у Львові. Це супроводжувалося національним тиском на русинів, у відповідь на який серед руського населення наростав спротив. 1538 року львівські міщани добилися відновлення галицької православної єпископії на Святоюрській горі. Відтоді головними базами українського відродження в Галичині стали міста, де проживали руські купці і ремісники, об'єднані навколо церковних Братств. 
1630 року населення Львова досягло 25-30 тис. осіб, він залишався найбільшим торгово-ремісничим центром на території сучасної України. 
У середині XVII ст. для Речі Посполитої, а разом з нею для Галичини і Львова, почався тривалий період спустошливих воєн. Місто кілька разів зазнавало облог (1648 року — козацька облога Хмельницького, 1672 року — турецько-татарська навала, під час якої було захоплено Високий Замок, 1704 року — шведські війська штурмом взяли львівське Середмістя). На цьому тлі польська верхівка вважала русинів нелояльними та поступово витісняла їх із маґістрату, цехів, загалом з міст на окраїни. Натомість виросла роль єврейської меншини, що віддавна була опорою польського короля і стрімко нарощувала свою чисельність в галицьких містах. 
Станом на 1662 рік населення Львова зменшилося до 12 тисяч.

#### За австрійської влади (1772-1918)
За першим поділом Речі Посполитої у 1772 році Львів відійшов Австрії і став центром Королівства Галичини і Володимирії. Серед інших реформ австрійська влада зробила кроки назустріч русинам (наприклад, греко-католицьку церкву було прирівняно у правах до католицької, а також відкрито греко-католицьку духовну семінарію, а згодом — окремий Руський інститут). 
Після Революції 1848 року на тлі зміцнення позицій польської шляхти в Галичині у Львові став розвиватися руський національний політичний рух, який мав дві основні фракції — українофілів, що підтримували ідею культурної єдності з Наддніпрянською Україною, та москвофілів, які підтримували ідею триєдиної російської нації. Українофільська ідея переважала в популярності, а на тлі політики русифікації в Наддніпрянській Україні після повстання 1863 року Львів став головним центром української культури того часу. Інтелектуальна боротьба українофілів і москвофілів тривала до російської окупації Львова на початку Першої світової війни, після якої москвофільство остаточно втратило підтримку. 
Станом на 1900 рік населення Львова в основному складали три етнічні групи — поляки (49,4%), євреї (26,5%) та русини (українці) (19,9%).

#### Міжвоєнний час (1919-1939)
1930 року до Львова було включено низку територій: Замарстинів, Мале Голоско, Клепарів, Сигнівку, Кульпарків, Знесіння та частини Білогорщі, Козельників та Кривчиців (так званий «Великий Львів»). Загальна площа міста зросла майже вдвічі. Населення міста у міжвоєнні роки зросло у півтора рази з 219,3 тисячі в 1921 до бл. 330 тис. у 1939. Частка українців становила приблизно 15%. 

#### Друга світова війна (1939-1945)
Під час та після Другої світової війни населення Львова зазнало радикальних змін. В роки першої радянської окупації міста (1939-1941) було депортовано близько ста тисяч львів’ян (близько третини населення тогочасного міста). Водночас до міста прибуло багато біженців із окупованої Німеччиною Польщі (переважно поляків та євреїв), а також чиновники і робітники з СРСР.
Станом на 1941 рік у Львові було бл. 150 тисяч євреїв (110 тисяч місцевих і 40 тисяч біженців). Після приходу німецьких військ у місті було створено ґетто, крізь яке пройшли близько 138 тисяч євреїв — майже всі вони загинули. Якщо у 1939 р. євреї становили 31% львів’ян, то у 1944 р. — 0,9%. 
Коли стало зрозуміло, що повертається радянська окупація, частина населення Львова виїхала на Захід. Після встановлення нового польсько-радянського кордону у 1944 році, який зафіксував Львів у складі УРСР, в 1945-46 роках більшість львівських поляків виїхали до Польщі (переважно до Вроцлава, колишнього Бреслау). Якщо в серпні 1944 р. у Львові було 92,5 тис. поляків (62% населення міста), то в 1955 р. залишилося 8,5 тис. осіб (2,3%).
Якийсь час після цих міграцій Львів був майже порожнім, а від довоєнного населення залишилося бл. 9%.

#### Повоєнний радянський Львів (1945-1991)
У перші повоєнні роки Львів заселяли вихідці зі Східної України та республік Радянського Союзу, насамперед Росії. Це були українці, росіяни та євреї за національністю. Попри обмеження переїзду до міста в 1944-1945 роках (слід було мати дозвіл міської влади на переселення) населення Львова невпинно збільшувалося: якщо у серпні 1944 р. було 149 тис. осіб, то в січні 1947 р., за різними даними, — вже 293-320 тис. осіб. Особливо швидко збільшилося населення міста у другій половині 1940-х років (у 1945-1950 рр. на 147 тис. осіб). У відсотковому відношенні найбільше росіян було у перші повоєнні роки, у наступних десятиліттях їхня чисельність невпинно зменшувалася (35,6% у 1955 р., 22,3% у 1970 р.).
Серед повоєнних новоселів були також солдати Радянської армії, які після закінчення військових дій поверталися із Заходу й залишалися у Львові. Прибували також ті, хто побував у Львові ще за першої радянської окупації в 1939–1940 рр., дехто з них поселявся у «своїх» колишніх помешканнях. Населення міста поповнювали й українці — вихідці зі західноукраїнських сіл та містечок, особливо помітним це стало в другій половині 1950-х – у 1960-х роках.
Загалом з 1950 по 1989 роки населення Львова зросло майже вдвічі. На початку 1950-х українці становили відносну (42,8%), а з кінця 1950-х абсолютну (60,2%) більшість населення Львова. В наступні роки їхня частка тільки зростала до 88,1% у 2001 році.

#### За часів незалежності
У перші десять років після розпаду Радянського Союзу кількість росіян у Львові зменшилася вдвічі: якщо у 1989 році їх було 126,5 тисяч (16,1%), то у 2001 — 64,6 тисячі (8,9%).
Після 2014 року до Львова почали прибувати переселенці з окупованого Росією Криму та частини Донбасу (станом на квітень 2021 року близько 11 тисяч офіційно зареєстрованих ВПО на Львівську область).
Після початку російського вторгнення в Україну протягом 2022-2023 року до Львова прибуло близько 150 000 внутрішньо-переміщених осіб та ще 100 000 осіб які офіційно не зареєстровані, станом на липень 2023 року населення Львова стало близько 1.0 млн осіб.

### Історична динаміка
- поч. XV ст. — 5,5 тисячі жителів [10];
- поч. XVI ст. — 7-10 тис.[11];
- 1583 — 14 тис.[12];
- поч. XVII ст. — 17-20 тис.[11];
- 1620-ті рр. — 22-23 тис.[11];
- сер. XVII ст. — 25-30 тис.[11];
- 1662 — 12-13 тис.[13] (значне зменшення через козацьку облогу 1648 та епідемії);
- 1773 — 22,5 тис.[14];
- 1785 — 25 тис.[14];
- 1800 — 38 тис.[14];
- 1810 — 43,5 тис.[15];
- 1820 — 46 тис.[16];
- 1831 — 50,5 тис.[15];
- 1840 — 63 тис.[16];
- 1857 — 70 тис.[17];
- 1869 — 87 тис.[17];
- 1880 — 103 тис.[17];
- 1890 — 119 тис.[17];
- 1900 — 170,2 тис.
- 1921 — 219,388 тис.[18]
- 1931 — 311,5 тис.
- 1941 — 299,0 тис.
- 1942 — 319,6 тис.
- 1943 — 209,1 тис.
- жовтень 1944 — 154 тис.
- 1950 — бл. 380 тис.
- 1959 — 410,7 тис.
- 1970 — 553,5 тис.
- 1979 — 665,1 тис.
- 1989 — 786,9 тис.
- 2001 — 725,2 тис.

Населення Львова станом на 1 січня 2012 року становило 729 842 жителів. Під час останнього перепису населення, який пройшов у 2001 році, населення Львова становило 732 818 тисяч жителів; під час передостаннього перепису, у 1989 році, — 791 тисяч.
За даними обласного управління статистики 51,8% населення складають жінки, 48,2% — чоловіки. Згідно з цим же дослідженням, 27,3% львів'ян мають вищу освіту, 27% — лише середню спеціальну освіту, 45,7% мають лише середню освіту.

## Національний склад

### За переписами населення

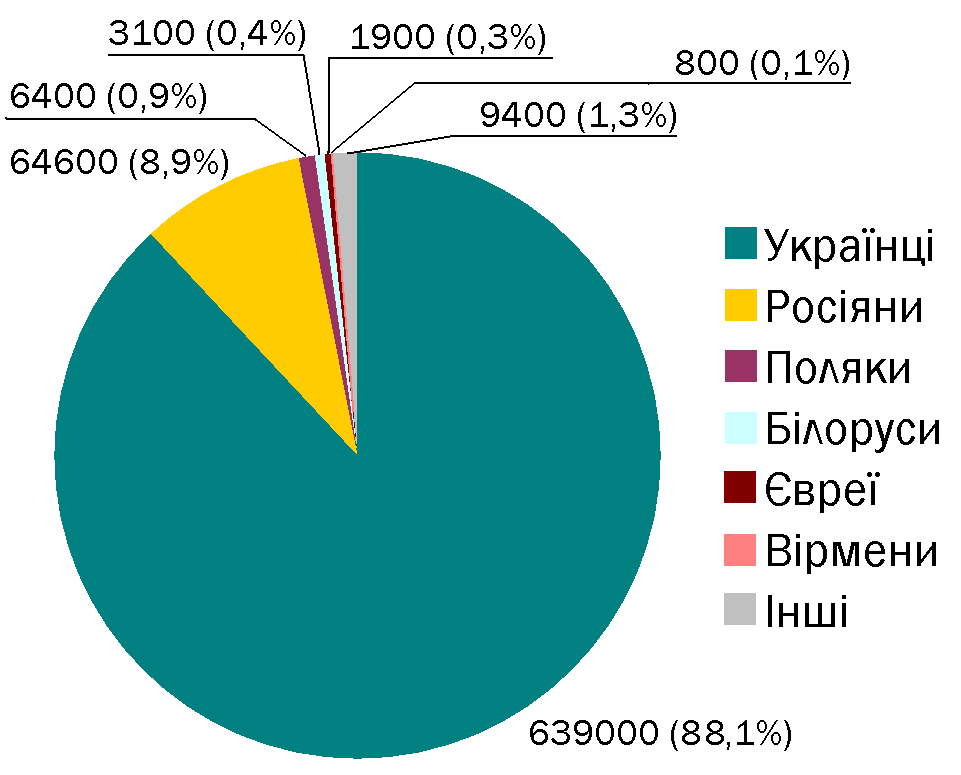
Національний склад населення Львова станом на 2001 рік

Відповідно до останнього перепису населення, у 2001 році, коли він проходив, українці становили 88,1% населення міста. Найбільшою національною меншиною була російська (8,9%), менш чисельними були польська (0,9%), білоруська (0,4%), єврейська (0,3%) та вірменська (0,1%). На інші національності припадало 1,3%.
Згідно з опитуваннями, проведеними Соціологічною групою «Рейтинг» у 2017 році, українці становили 95% населення міста, росіяни — 3%.
Подібна ситуація спостерігається з кінця 20 століття. Історично, Львів був заснований як місто з переважно руським населенням, проте вже в середині 13 століття, після перенесення до Львова столиці Галицько-Волинського князівства, у місті почали з'являтися національні меншини, зокрема, вірменська і німецька. Після приєднання Львова до Польського королівства, більшість населення становили поляки і німці, які згодом асимілювалися. В цей час сформувалися вірменський і єврейський квартали, які мали часткове самоврядування. За австрійського панування подібна етнічна ситуація збереглася. У міжвоєнний період 20 століття більшість населення становили поляки, близько третини — євреї, близько десятини — українці. В результаті Голокосту та операції «Вісла» у Львові практично не залишилося євреїв і поляків, натомість, з приходом радянської влади, зросла частка росіян, які становили прислану адміністрацію. З індустріалізацією, міське населення поповнилося українцями, урбанізованими з мешканців області.
Згідно з дослідженням Інституту розвитку міста за 2001 рік, 45% львів'ян — вірні УГКЦ, 31% — вірні УПЦ-КП, 5% — вірні УАПЦ, 3% — вірні УПЦ (МП), ще 3% — вірні інших християнських конфесій.
56% жителів міста народилися у Львові, 19% — народилися в інших населених пунктах Львівської області, 3% — народилися в Західній Україні (проте не у Львівській області), 11% — народилися в Україні (проте не в її західній частині), 7% — народилися у колишніх республіках Радянського Союзу (з яких у Росії — 4%), 4% львів'ян народилися у Польщі.
Згідно з даними п'ятого щорічного муніципального опитування [Архівовано 26 березня 2020 у Wayback Machine.] від IRI у грудні 2019 року, 94% населення себе вважає українцями, 4% — росіянами. 97% населення володіє українською мовою, 74% — російською та 37% — англійською, і це є найвищий показник володіння англійською серед усіх міст. Розмовна мова удома для 93% населення є українська. 56% назвали себе вірними УГКЦ, 23% — ПЦУ.
| Нац-сть  | 1900  | 1900   | 1931  | 1931   | 1940   | 1941  | 1941   | 1942  | 1942   | 1943  | 1943   | 10.1944 | 10.1944 | 1951 | 1951   | 1959  | 1959   | 1970  | 1970   | 1979  | 1979   | 1989  | 1989   | 2001  | 2001   |
| -------- | ----- | ------ | ----- | ------ | ------ | ----- | ------ | ----- | ------ | ----- | ------ | ------- | ------- | ---- | ------ | ----- | ------ | ----- | ------ | ----- | ------ | ----- | ------ | ----- | ------ |
| Українці | 33.9  | 19.9%  | 49.7  | 15.9%  | 22.0%  | 65.8  | 22.0%  | 83.6  | 26.1%  | 62.7  | 29.9%  | 40.6    | 26.4%   | ~163 | 42.8%  | 247.1 | 60.2%  | 377.5 | 68.2%  | 492.2 | 74.0%  | 622.7 | 79.1%  | 639.0 | 88.1%  |
| Росіяни  |       |        | ~0.5  | 0.2%   | 1.6%   |       |        |       |        |       |        | 8.5     | 5.5%    | ~117 | 30.8%  | 111.1 | 27.1%  | 123.2 | 22.3%  | 128.3 | 19.3%  | 126.5 | 16.1%  | 64.6  | 8.9%   |
| Євреї    | 45.1  | 26.5%  | 99.6  | 31.9%  | 32.8%  | 76.0  | 25.4%  | 50.0  | 15.6%  |       |        | 1.7     | 1.1%    | ~27  | 7.0%   | 25.8  | 6.3%   | 24.3  | 4.4%   | 17.6  | 2.7%   | 12.8  | 1.6%   | 1.9   | 0.3%   |
| Поляки   | 84.1  | 49.4%  | 157.5 | 50.4%  | 43.4%  | 150.4 | 50.3%  | 172.7 | 54.0%  | 131.3 | 62.9%  | 103.4   | 66.7%   | ~62  | 16.3%  | 16.2  | 3.9%   | 13.7  | 2.5%   | 11.9  | 1.8%   | 9.7   | 1.2%   | 6.4   | 0.9%   |
| Всього   | 170.2 | 100.0% | 311.5 | 100.0% | 100.0% | 299.0 | 100.0% | 319.6 | 100.0% | 209.1 | 100.0% | 154.0   | 100.0%  | ~380 | 100.0% | 410.7 | 100.0% | 553.5 | 100.0% | 665.1 | 100.0% | 786.9 | 100.0% | 725.2 | 100.0% |

#### Перепис 2001
Національний склад Львова за переписом 2001 р.
- українці ‒ 639 035 ‒ 88,1%
- росіяни ‒ 64 599 ‒ 8,9%
- поляки ‒ 6 364 ‒ 0,9%
- білоруси ‒ 3 119 ‒ 0,4%
- євреї ‒ 1 928 ‒ 0,3%
- вірмени ‒ 788 ‒ 0,1%
- інші ‒ 3 764 ‒ 0,5%
- не вказали національність - 0,8%

Національний склад районів Львова за переписом 2001 р.
|                      | населення | українці | росіяни | поляки | білоруси | євреї | вірмени | інші | не вказали |
| Галицький район      | 67 851    | 81,5%    | 13,4%   | 1,5%   | 0,5%     | 0,7%  | 0,2%    | 0,8% | 1,4%       |
| Залізничний район    | 132 824   | 89,0%    | 8,4%    | 0,8%   | 0,4%     | 0,2%  | 0,1%    | 0,5% | 0,6%       |
| Личаківський район   | 94 482    | 88,6%    | 8,4%    | 0,9%   | 0,4%     | 0,4%  | 0,1%    | 0,5% | 0,7%       |
| Сихівський район     | 145 932   | 89,7%    | 8,2%    | 0,6%   | 0,5%     | 0,1%  | 0,1%    | 0,6% | 0,2%       |
| Франківський район   | 137 624   | 84,9%    | 11,4%   | 0,9%   | 0,5%     | 0,3%  | 0,1%    | 0,6% | 1,3%       |
| Шевченківський район | 146 489   | 91,5%    | 5,9%    | 0,8%   | 0,3%     | 0,2%  | 0,1%    | 0,4% | 0,8%       |
| Львів                | 725 202   | 88,1%    | 8,9%    | 0,9%   | 0,4%     | 0,3%  | 0,1%    | 0,5% | 0,8%       |

#### Перепис 1989
Національний склад Львова за переписом 1989 р.
- українці ‒ 622 701 ‒ 79,1%
- росіяни ‒ 126 459 ‒ 16,1%
- євреї ‒ 12 795 ‒ 1,6%
- поляки ‒ 9 730 ‒ 1,2%
- білоруси ‒ 5 849 ‒ 0,7%
- молдовани ‒ 1 605 ‒ 0,2%
- вірмени ‒ 980 ‒ 0,1%
- татари ‒ 761 ‒ 0,1%
- інші ‒ 6 023 ‒ 0,8%

Національний склад районів Львова за переписом 1989 р.
|                                        | населення | українці | росіяни | євреї | поляки | білоруси | інші |
| Ленінський (Галицький) район           | 151 017   | 76,8%    | 17,9%   | 2,3%  | 1,3%   | 0,8%     | 0,9% |
| Залізничний район                      | 190 033   | 82,9%    | 13,6%   | 1,0%  | 1,1%   | 0,6%     | 0,8% |
| Червоноармійський (Личаківський) район | 122 031   | 79,7%    | 14,7%   | 2,1%  | 1,3%   | 0,7%     | 1,5% |
| Радянський (Франківський район) район  | 193 216   | 75,6%    | 19,3%   | 1,6%  | 1,1%   | 0,9%     | 1,5% |
| Шевченківський район                   | 134 611   | 81,2%    | 14,0%   | 1,2%  | 1,5%   | 0,7%     | 1,4% |
| Львів                                  | 790 908   | 79,1%    | 16,1%   | 1,6%  | 1,2%   | 0,7%     | 1,3% |

#### Перепис 1979
Національний склад Львова за переписом 1979 р.
- українці ‒ 492 194 ‒ 74,0%
- росіяни ‒ 128 338 ‒ 19,3%
- євреї ‒ 17 952 ‒ 2,7%
- поляки ‒ 11 855 ‒ 1,8%
- білоруси ‒ 5 982 ‒ 0,9%
- вірмени ‒ 1 140 ‒ 0,2%
- молдовани ‒ 1 091 ‒ 0,1%
- інші ‒ 6 513 ‒ 1,0%

Національний склад районів Львова за переписом 1979 р.
|                                        | населення | українці | росіяни | євреї | поляки | білоруси | інші |
| Ленінський (Галицький) район           | 104 747   | 67,4%    | 23,3%   | 4,7%  | 2,0%   | 0,9%     | 1,7% |
| Залізничний район                      | 156 167   | 76,9%    | 17,6%   | 1,7%  | 1,6%   | 1,0%     | 1,2% |
| Червоноармійський (Личаківський) район | 114 925   | 75,7%    | 17,3%   | 2,1%  | 1,3%   | 0,7%     | 2,9% |
| Радянський (Франківський район) район  | 182 701   | 71,9%    | 21,9%   | 2,3%  | 1,5%   | 1,1%     | 1,3% |
| Шевченківський район                   | 108 703   | 78,1%    | 15,5%   | 2,3%  | 2,2%   | 0,7%     | 1,2% |
| Львів                                  | 667 243   | 74,0%    | 19,3%   | 2,7%  | 1,8%   | 0,8%     | 1,4% |

#### Перепис 1959
Національний склад Львова за переписом 1959 р.
- українці ‒ 247 086 ‒ 60,2%
- росіяни ‒ 111 116 ‒ 27,1%
- євреї ‒ 25 792 ‒ 6,3%
- поляки ‒ 16 196 ‒ 3,9%
- білоруси ‒ 5 136 ‒ 1,3%
- татари ‒ 679 ‒ 0,1%
- молдовани ‒ 474 ‒ 0,1%
- інші ‒ 4 199 ‒ 1,0%

Національний склад районів Львова за переписом 1959 р.
|                      | населення | українці | росіяни | євреї | поляки | білоруси | інші |
| Залізничний район    | 146 219   | 59,0%    | 30,2%   | 4,5%  | 3,7%   | 1,4%     | 1,2% |
| Ленінський район     | 140 385   | 57,0%    | 27,4%   | 9,1%  | 3,7%   | 1,2%     | 1,6% |
| Шевченківський район | 124 074   | 65,1%    | 23,0%   | 5,1%  | 4,5%   | 1,1%     | 1,2% |
| Львів                | 410 678   | 60,2%    | 27,1%   | 6,3%  | 3,9%   | 1,3%     | 1,2% |

### За етнічними групами

#### Українці
Динаміка чисельності українців у Львові:
- 1921 - 27 269 - 12,4%[29]
- 1931 - 40 743 - 15,9%[29]
- 1941 - 65 800 - 22,0%
- 1944 - 40 743 - 26,4%
- 1950 - 144 600 - 38,2%
- 1959 ‒ 247 086 ‒ 60,2%
- 1970 ‒ 377 562 ‒ 68,2%
- 1979 ‒ 492 194 ‒ 74,0%
- 1989 ‒ 622 701 ‒ 79,1%
- 2001 ‒ 639 035 ‒ 88,1%

Рідна мова українців Львова за даними переписів:
|            | 1931  | 1959 | 1970  | 1979  | 1989  | 2001  |
| українська | 68,5% | ~90% | 93,8% | 95,3% | 96,9% | 98,6% |
| російська  |       | ~10% | 6,1%  | 4,7%  | 3,1%  | 1,4%  |
| польська   | 31,3% |      |       |       |       |       |

#### Росіяни
Динаміка чисельності росіян у Львові:
- 1921 ‒ 354 ‒ 0,2%
- 1944 ‒ 8 426 ‒ 5,5%
- 1950 ‒ 117 000 ‒ 30,8%
- 1959 ‒ 111 116 ‒ 27,1%
- 1970 ‒ 123 237 ‒ 22,3%
- 1979 ‒ 128 338 ‒ 19,3%
- 1989 ‒ 126 459 ‒ 16,1%
- 2001 ‒ 64 599 ‒ 8,9%

#### Поляки
Динаміка чисельності поляків у Львові:
- 1921 ‒ 111 860 ‒ 51,0%[30]
- 1931 ‒ 157 490 ‒ 50,4%[30]
- 1941 ‒ 150 400 ‒ 50,3%
- 1944 ‒ 102 983 ‒ 66,7%
- 1959 ‒ 16 196 ‒ 3,9%
- 1970 ‒ 13 675 ‒ 2,3%
- 1979 ‒ 11 855 ‒ 1,8%
- 1989 ‒ 9 730 ‒ 1,2%
- 2001 ‒ 6 364 ‒ 0,9%

#### Євреї
Динаміка чисельності євреїв у Львові:
- 1921 ‒ 60 431 ‒ 27,6%[31]
- 1931 ‒ 99 595 ‒ 31,9%[31]
- 1940 ‒ 131 200 ‒ 32,8%
- 1941 ‒ 76 000 ‒ 25,4%
- 1942 ‒ 50 000 ‒ 15,6%
- 1959 ‒ 25 792 ‒ 6,3%
- 1970 ‒ 24 321 ‒ 4,4%
- 1979 ‒ 17 952 ‒ 2,7%
- 1989 ‒ 12 795 ‒ 1,6%
- 2001 ‒ 1 928 ‒ 0,3%

Рідна мова євреїв Львова за даними переписів:
|                            | 1931  | 1970  | 1979  | 1989  | 2001  |
| єврейська (їдиш або іврит) | 75,6% | 15,5% | 10,2% | 9,4%  | 5,3%  |
| українська                 | 0,03% | 1,1%  | 1,3%  | 2,4%  | 28,2% |
| російська                  | -     | 83,1% | 88,4% | 88,1% | 65,7% |
| польська                   | 24,1% | 0,2%  | -     | -     | -     |

## Інша статистика

### Мовний склад
Рідна мова населення Львова за даними переписів населення:
| мова       | 1931  | 1959    | 1970  | 1979  | 1989  | 2001  |
| ---------- | ----- | ------- | ----- | ----- | ----- | ----- |
| українська | 11,3% | ~55,5%  | 65,2% | 71,3% | 77,2% | 88,8% |
| російська  | 0,1%  | ~38,5%  | 31,1% | 25,7% | 19,9% | 9,7%  |
| їдиш       | 24,1% | ~1,2%   | 0,7%  | 0,3%  | 0,2%  | 0,01% |
| польська   | 63,5% | ~2,8%   | 1,4%  | 0,9%  | 0,6%  | 0,4%  |
| інша       | 1,0%  | ~2he,0% | 3,7%  | 3,0%  | 2,9%  | 1,1%  |

Українська мова є основною та єдиною офіційною мовою міста.
Згідно з опитуванням, проведеним Соціологічною групою «Рейтинг» у січні-лютому 2017 року, українською вдома розмовляли 89 % населення міста, російською — 4 %, українською та російською в рівній мірі — 6 %.
Згідно з опитуванням, проведеним Міжнародним республіканським інститутом у квітні-травні 2023 року, українською вдома розмовляли 96 % населення міста, російською — 3 %.
Згідно з опитуванням, проведеним Міжнародним республіканським інститутом у квітні-травні 2024 року, українською вдома розмовляли 97 % населення міста, російською — 5 % (на відміну від опитування 2023 року було дозволено вибір кількох варіантів).
| рідна мова    | національність | 1970    | 1979    | 1989    | 2001    |
| ------------- | -------------- | ------- | ------- | ------- | ------- |
| українська    | українці       | 354 334 | 469 216 | 603 330 | 629 940 |
| російська     | українці       | 22 986  | 22 918  | 19 317  | 8 806   |
| російська     | росіяни        | 121 862 | 126 615 | 123 907 | 58 368  |
| українська    | росіяни        | 1 343   | 1 713   | 2 539   | 6 172   |
| польська      | поляки         | 7 587   | 5 868   | 4 456   | 2 990   |
| українська    | поляки         | 4 315   | 4 300   | 3 810   | 2 896   |
| російська     | поляки         | 1 749   | 1 655   | 1 437   | 458     |
| їдиш          | євреї          | 3 758   | 1 823   | 1 203   | 103     |
| українська    | євреї          | 272     | 236     | 305     | 544     |
| російська     | євреї          | 20 216  | 15 874  | 11 268  | 1 267   |
| білоруська    | білоруси       | 2 419   | 1 931   | 2 120   | 734     |
| українська    | білоруси       | 247     | 299     | 443     | 830     |
| російська     | білоруси       | 3 789   | 3 749   | 3 281   | 1 545   |
| вірменська    | вірмени        | 469     | 468     | 384     | 290     |
| українська    | вірмени        | 16      | 25      | 47      | 173     |
| російська     | вірмени        | 603     | 645     | 548     | 324     |
| інші варіанти | інші варіанти  | 7 487   | 7 730   | 8 508   | 9 762   |
| всього        | всього         | 553 452 | 665 065 | 786 903 | 725 202 |

| рідна мова    | національність | 1970  | 1979  | 1989  | 2001  |
| ------------- | -------------- | ----- | ----- | ----- | ----- |
| українська    | українці       | 64,0% | 70,6% | 76,7% | 86,9% |
| російська     | українці       | 4,2%  | 3,4%  | 2,5%  | 1,2%  |
| російська     | росіяни        | 22,0% | 19,0% | 15,7% | 8,0%  |
| українська    | росіяни        | 0,2%  | 0,3%  | 0,3%  | 0,9%  |
| польська      | поляки         | 1,4%  | 0,9%  | 0,6%  | 0,4%  |
| українська    | поляки         | 0,8%  | 0,6%  | 0,5%  | 0,4%  |
| російська     | поляки         | 0,3%  | 0,2%  | 0,2%  | 0,1%  |
| їдиш          | євреї          | 0,7%  | 0,3%  | 0,2%  |       |
| українська    | євреї          |       |       |       | 0,1%  |
| російська     | євреї          | 3,7%  | 2,4%  | 1,4%  | 0,2%  |
| білоруська    | білоруси       | 0,4%  | 0,3%  | 0,3%  | 0,1%  |
| українська    | білоруси       |       |       | 0,1%  | 0,1%  |
| російська     | білоруси       | 0,7%  | 0,6%  | 0,4%  | 0,2%  |
| вірменська    | вірмени        | 0,1%  | 0,1%  |       |       |
| російська     | вірмени        | 0,1%  | 0,1%  | 0,1%  |       |
| інші варіанти | інші варіанти  | 1,4%  | 1,2%  | 1,1%  | 1,3%  |

Рідна мова у районах Львова та населених пунктах підпорядкованих міськраді за даними перепису 2001 р.
|                      | українська | російська | польська |
| -------------------- | ---------- | --------- | -------- |
| Шевченківський район | 92,4%      | 6,2%      | 0,4%     |
| Сихівський район     | 90,1%      | 9,1%      | 0,2%     |
| Залізничний район    | 89,6%      | 9,1%      | 0,4%     |
| Личаківський район   | 89,2%      | 9,3%      | 0,5%     |
| Франківський район   | 84,6%      | 13,2%     | 0,5%     |
| Галицький район      | 81,6%      | 15,7%     | 0,9%     |
| Львів (місто)        | 88,5%      | 10,0%     | 0,4%     |
| смт.Рудно            | 98,6%      | 1,2%      | 0,2%     |
| м.Винники            | 96,1%      | 3,5%      | 0,2%     |
| смт.Брюховичі        | 95,3%      | 3,7%      | 0,4%     |
| Львів (міськрада)    | 88,8%      | 9,7%      | 0,4%     |

Розподіл за вибором рідної мови та мови спілкування на роботі за даними соціологічного дослідження
| Мовні групи            | Рідна мова | Мова спілкування на роботі |
| Українська             | 87,8%      | 92,1%                      |
| Російська              | 6,5%       | 2,8%                       |
| Українська і Російська | 3,7%       | 4,4%                       |
| Інша                   | 2,0%       | 0,6%                       |

### Релігійний склад
Релігійний склад населення Львова у 2001 р.
|                | Релігійна самоідентифікація | % серед практикуючих християн (хто бере участь у богослужіннях хоча б раз на тиждень) | % кількості релігійних громад |
| -------------- | --------------------------- | ------------------------------------------------------------------------------------- | ----------------------------- |
| греко-католики | 40%                         | 70%                                                                                   | 33,5%                         |
| православні    | 35%                         | 20%                                                                                   | 25,3%                         |
| в т. УПЦ-КП    | 31%                         | 15%                                                                                   | 10,0%                         |
| в т. УАПЦ      | 5%                          | 3%                                                                                    | 11,8%                         |
| в т. УПЦ-МП    | 3%                          | 2%                                                                                    | 3,5%                          |
| РКЦ            | 3%                          | 10%                                                                                   | 5,3%                          |
| протестанти    | 3%                          | 10%                                                                                   | 17,6%                         |
| не відповіли   | 12%                         | 10%                                                                                   |                               |
| атеїсти        | 10%                         |                                                                                       |                               |

### Політичні погляди
Найбільшу популярність серед львів'ян мають праві і, подекуди, центристські сили. Натомість, ліві політичні партії не здобувають понад 10% підтримки, однак це більше, ніж в інших виборчих округах Львівської області. На парламентських виборах у 2007 році громадяни міста, що взяли участь у голосуванні, підтримали Блок Юлії Тимошенко (44%), Блок «Наша Україна — Народна самооборона» (34%), Партію Регіонів (8%) і Всеукраїнське об'єднання «Свобода» (8%). На президентських виборах у 2010 році у першому турі найбільшу підтримку голосуючих здобули Віктор Ющенко (31%), Юлія Тимошенко (26%), Арсеній Яценюк (11%), Віктор Янукович (9%) та Сергій Тігіпко (8%); у другому турі 77% громадян, які прийшли на дільниці, проголосували за Юлію Тимошенко, 15% — за Віктора Януковича і 7% не підтримали жодного кандидата.

### Злочинність
У 2000 році у Львові було здійснено 9017 злочинів, з яких: 63 вбивства, 88 нанесень тяжких тілесних ушкоджень, 12 зґвалтувань. У 2005 році в органах внутрішніх справ зареєстровано 36 000 заяв громадян. У 2006 році в місті зафіксовано 135 злочинів, здійснених неповнолітніми. У 2007 у Львові було зареєстровано 3 тисячі безхатченків.